# Stazione di Rezzato
La stazione di Rezzato è una stazione ferroviaria posta sulla linea Milano-Venezia, a servizio dell'omonimo centro abitato. Dal 1992 è adibita al solo traffico merci.

## Storia
La stazione fu aperta all'esercizio pubblico il 22 aprile 1854 assieme al tronco Coccaglio-Brescia-Verona.
Divenne presto un centro importante per lo smistamento dei prodotti estrattive provenienti dal bacino marmifero di Botticino. Nel 1896, il Consiglio Superiore dei Lavori Pubblici espresse un parere favorevole all'impianto di un binario presso il piano caricatore della stazione, a servizio della ditta «Fratelli Lombardi».
Il 16 maggio 1897 fu aperto il tronco Rezzato-Tormini della ferrovia Rezzato-Vobarno, costruita da una società privata costituita appositamente. La nuova ferrovia aveva una stazione capolinea, situata a poca distanza, e un raccordo con la Milano-Venezia. A seguito di un'apposita convenzione fra la Società Italiana per le Strade Ferrate Meridionali, che eserciva la Milano-Venezia a quell'epoca, e la società della Rezzato-Vobarno, dal 4 agosto 1900 al 9 gennaio 1902 i treni di quest'ultima linea ferroviaria furono instradati sulla prima e poterono proseguire fino a Brescia.
Grazie all'intervento dell'onorevole Ugo Da Como, nel 1914 si allargò la stazione, dotandola di nuovi binari per il ricovero dei carri merce, per soddisfare le crescenti necessità dell'industria estrattiva marmifera. Nel 1928, la ditta «Lombardi» ottenne la concessione per la costruzione del raccordo che collegò la stazione di Rezzato alle cave di Marmo Botticino.
Nel dopoguerra, l'impiego della ferrovia per il trasporto dei prodotti marmiferi scemò e il raccordo fu soppresso nel 1957. Nel marzo 1968, fu soppressa anche la ferrovia Rezzato-Vobarno che da anni svolgeva solo il servizio di trasporto merci per le industrie della Val Sabbia.
All'inizio degli anni Novanta pochi erano i treni viaggiatori a servizio della stazione: secondo l'orario estivo del 1992 risulta si fermasse un solo treno regionale Brescia-Venezia Santa Lucia. Il servizio viaggiatori fu completamente soppresso a partire dall'orario invernale 1992-93.

## Strutture e impianti
Il fascio binari in asse con il fabbricato viaggiatori conta cinque binari, di cui due relativi al corretto tracciato della ferrovia Milano-Venezia. Il fascio merci si estende a nord e a est del fabbricato viaggiatori ed è composto da numerosi binari. Lato Verona, rimangono alcuni resti del piano caricatore, demolito assieme al magazzino merci.

## Movimento
La stazione è attiva solo per il servizio merci.